# Saramá
Saramá (grec moderne : Σαραμά) est un village de Chypre qui ne comptait aucun habitant en 2001. Le village a été détruit par un tremblement de terre.